# چایسرستوک
چایسرستوک (به لاتین: Chaiserstock) یک کوه در سوئیس است که در کانتون آوری واقع شده‌است. چایسرستوک ۲٬۵۱۴ متر بالاتر از سطح دریا واقع شده‌است.